# Sportiek Spins Brasschaat
Sportiek Spins Brasschaat is een Belgische inlinehockeyclub uit Brasschaat.

## Geschiedenis
De club heeft haar oorsprong in 1996 te Kalmthout, alwaar er werd getraind op het plein van een garage. In maart 1997 volgde de feitelijke oprichting en sloot de club aan bij de Vlaamse Roller Bond. Wedstrijden werden in deze periode afgewerkt te Westmalle. Sinds seizoen 1988-'99 is de club actief op de huidige locatie in Sportcentrum Peerdsbos te Brasschaat.
Sportiek Spins werd achtmaal landskampioen en won vijfmaal de Beker van België.

## Palmares
- Landskampioen: 2002, 2003, 2004, 2012[2], 2013, 2014, 2016 en 2017
- Bekerwinnaar: 2000, 2012, 2014, 2015 en 2017[3]